# Bradysia leptocera
Bradysia leptocera är en tvåvingeart som beskrevs av Risto Kalevi Tuomikoski 1959. Bradysia leptocera ingår i släktet Bradysia och familjen sorgmyggor.
Artens utbredningsområde är Afghanistan. Inga underarter finns listade i Catalogue of Life.